# Мом (село)
Мом – село в Сисольському районі Республіки Комі у складі сільського поселення Куратове.

## Географія
Розташована на відстані менше 3 км на південний захід від центру селища Куратове .

## Історія
Була відома з 1586 року. Назва пов'язана з місцевою річкою Мом'ю  .

## Населення
Постійне населення становило 9 осіб (комі 100%) у 2002 році , 6 у 2010  .